# Sônia Braga
Sônia María Campos Braga, conocida como Sônia Braga (Maringá, Paraná, 8 de junio de 1950), es una actriz brasileña. Es tía de la actriz brasileña Alice Braga.

## Biografía
Sonia Braga comenzó su carrera interpretativa con apenas 14 años, en la televisión de Brasil. Con 17 se introdujo en el mundo del teatro y a los 19 ya rodaba su primera película. Su primer éxito internacional, una vez convertida en una de las más grandes actrices de su país, fue Doña Flor y sus dos maridos, dirigida por Bruno Barreto, y adaptada de uno de los libros más importantes del escritor bahiano Jorge Amado. En 1983, Barreto la dirige al lado de Marcello Mastroianni en Gabriela, Cravo y Canela, otro gran personaje de Amado.
En 1988 fue dirigida por Robert Redford en Un lugar llamado Milagro, y en 1990 acompañó a Clint Eastwood, Charlie Sheen y Raúl Juliá en El principiante, film policíaco dirigido por el propio Eastwood. De nuevo con Juliá y con William Hurt, participó en la película El beso de la mujer araña (1985) de Héctor Babenco, cuyo papel le valió su primera nominación a los Globos de Oro. En 1989 y 1995 volvería a ser candidata a estos premios por Presidente por accidente, de Paul Mazursky, y Estación ardiente, de John Frankenheimer.
En 1996 regresó al cine brasileño con Tieta de Agreste, otro personaje de Jorge Amado, de la que también fue productora. Tras este trabajo volvió a Estados Unidos y en 1998 rodó la miniserie Four Corners. Ha tenido también importantes participaciones en las series Sexo en Nueva York, Ley y Orden y CSI: Miami, entre otras. En la actualidad, vive entre Nueva York y Río de Janeiro. Sonia Braga fue también nominada, durante su carrera, a los Premios Bafta y los Emmy.
En la televisión brasileña ha sido una figura central de la época de oro de las telenovelas del país producidas por la TV Globo y fue la protagonista de obras como Gabriela (1975) y Dancin Days (1978).
Fue anunciada por Goldie Hawn como una de las actrices más glamorosas del mundo, antes de salir al escenario junto al actor Michael Douglas, con quien anunció un Óscar al mejor cortometraje en 1987.
En 2014, recibe el primer Premio Platino de Honor del Cine Iberoamericano en reconocimiento a su trayectoria profesional.
En 2017, recibe el Premio Platino a mejor interpretación femenina por su actuación en la película Aquarius.

## Obra

### Filmografía
- La Primera Profecía (2024)
- Shotgun Wedding (2022), de Jason Moore.
- Fátima (2020), dir. Marco Pontecorvo.
- Bacurau, (2019) de Kleber Mendonça Filho.
- The Jesus Rolls (2019) de John Turturro
- Wonder (2017) de Stephen Chbosky
- Aquarius (2016) de Kleber Mendonça Filho.
- Emoticon ;) (2014) de Livia de Paolis
- Tinto de Verano (2013) de Maria Matteoli
- Feijoada Completa (2012) de Angelo Defanti
- Lope (2010), de Andrucha Waddington.
- La ciudad del silencio (2006), de Gregory Nava.
- Che Guevara (2005), de Josh Evans.
- Angel Eyes (2001), de Luis Mandoki.
- Tieta do Agreste (1996), de Cacá Diegues.
- Dos muertes (1995), de Nicolas Roeg.
- El principiante (1990), de Clint Eastwood.
- Presidente por accidente (1988), de Paul Mazursky.
- The Milagro Beanfield War (1988) (El secreto de Milagro en Argentina y Chile, Un lugar llamado Milagro en España), de Robert Redford.
- El beso de la mujer araña (1985), de Héctor Babenco.
- Gabriela, Cravo e Canela (1983) de Bruno Barreto.
- A Dama do lotoçāo (1978) Guion y dirección de Neville de Almeida. Música de Caetano Veloso, producida por Sōnia Braga.
- Dona flor e seus dois maridos (1976) de Bruno Barreto, de la novela homónima de Jorge Amado.
- Bandido da luz vermelha (1969) de Rogério Sganzerla.

### Apariciones en TV
- Gabriela Clavo y Canela (1975), como Gabriela.
- Dancin Days (1978-1979), como Julia Matos.
- Money Play$ (1998), como Irene.
- Páginas de la vida (2006-2007), como Tônia Werneck.

En los años '80 fue la profesora de matemáticas de Theo Robinson, en la serie "Los Robinson"
- Alias (2004), como Elena Derevko.
- Sex and the City (2001), como María Diego Raez.
- Ghost Whisperer (2005), como Estella de la Costa.
- Csi Miami (2005), como Marta, temporada 3 capítulo 15 (Identidad).
- Alias (2005), como Elena Derevko / Sophia Vargas, 5 episodios
- Páginas da Vida (2006), como Tônia (Antônia Werneck), telenovela
- Donas de Casa Desesperadas (2007), como Alice Monteiro, serie brasileña de TV
- As Cariocas (2010), como Julia, 1 episodio: ("A Adúltera da Urca")
- Brothers and Sisters (2010), como Gabriela, 2 episodios
- Tapas & Beijos (2011), como Helô Siqueira, episodio: ("A Bolsa do Camelô")
- Meddling Mom (2013), como Carmen Vega, telefilme
- Royal Pains (2014), como Lorena Correia, 6.ª estación[5]
- Warehouse 13 (2014), como Alicia, 5.ª estación, episodio 4 ("Savage Seduction")[6]
- Luke Cage (2016), como Soledad Temple, serie de Netflix